# Duolingo
Duolingo je bezplatná platforma pro výuku jazyků, matematiky a hudby. Spuštěna byla oficiálně 19. června 2012. Jejím hlavním tvůrcem je Luis von Ahn, který vytvořil mimo jiné službu reCAPTCHA.

## V Česku
Aplikace Duolingo měla v roce 2022 v Česku přes 1 milion uživatelů. Češi absolvovali v roce 2021 nejvíce jazykových lekcí na světě v přepočtu na obyvatele. Nejpopulárnější je angličtina, dále španělština a němčina.

## Dostupné jazyky a operační systémy
Duolingo funguje v mnoha jazycích včetně češtiny, ale dostupnost kurzů se v každé jazykové mutaci liší:
- Nejvíce jazyků je dostupných v anglické verzi: španělština, francouzština, němčina, italština, portugalština, nizozemština, ruština, švédština, irština, turečtina, dánština, norština, polština, esperanto, ukrajinština, hebrejština, velština, vietnamština, maďarština, řečtina, rumunština, japonština a svahilština, kurzů se přitom průběžně rozrůstá.[zdroj?] V únoru 2022 byly v nabídce anglické verze navíc čínština, korejština, portugalština, arabština, nizozemština, švédština, turečtina, hindština, čeština, indonéština, havajština, navažština, klingonština, vznešená valyrijština, latina, gaelština, finština, zuluština, Haitská kreolština, jidiš, matematika , hudba a šachy (zatím pouze pro iOS).
- V německé verzi jsou dostupné: angličtina, španělština, francouzština, italština, matematika a hudba.
- V české verzi je dostupná angličtina, francouzština, španělština, italština, němčina, čínština, japonština, korejština, matematika a hudba (stav březen 2025).

Duolingo je dostupné na webu a jako aplikace pro operační systémy iOS, Android a Windows Phone. Aktuálně má už přes půl miliardy uživatelů.

### Další jazyky a kurzy
V říjnu 2013 byl spuštěn jazykový inkubátor, pomocí kterého lze vytvářet kurzy dalších jazyků. V Duolingu jsou zajímavé kurzy matematika a hudba.
Svůj kurz na Duolingu mají i katalánština a guaranština, jsou však k dispozici pouze mluvčím španělštiny.
Dne 17. října 2014 byl spuštěn v beta verzi kurz angličtiny pro česky mluvící uživatele. Jeho plná verze byla spuštěna 3. května 2015.
Tvorba kurzu češtiny pro anglicky mluvící uživatele byla zahájena 6. července 2015 a kurz je již spuštěn.

## Metodika výuky
Každý kurz je reprezentovaný tzv. výukovou cestou. Ta se dělí na sekce, jednotky, úrovně a lekce.
Každá jednotka představuje určité téma – v některých případech jde o gramatické jevy (např. slovesa, přípony, předmět), jindy o okruhy slovní zásoby (např. zvířata, jídlo).
Většinu úrovní je potřeba splnit, aby bylo možné pokračovat. Některé je však možné vynechat.
Pokud se v lekci objeví nějaké nové slovo, je zvýrazněné fialově. Čím méně chyb uživatel v lekci udělá, tím rychleji jí projde. Lekce lze kdykoliv podle potřeby opakovat a získat za ně další body. Kdykoliv je rovněž možné opakovat si slova na čas.
Za absolvování lekce nebo koupí (za reálné peníze) získává uživatel body (nazývané drahokamy). Za ně lze zejména získat srdíčka (ubývají při chybách), která umožňují pokračovat v bezplatné výuce. (Srdíčka se též získávají absolvováním zvláštních procvičovacích lekcí.)

### Struktura lekcí
Každá lekce sestává z těchto úkolů:
- Napsání slyšeného slova/věty
- Překlad slova/věty (oběma směry)
- Výběr správného překladu ze tří možností (někdy je správná více než jedna)
- Učení se novému slovu podle obrázku
- Doplnění správného tvaru slova do věty
- Vyslovení slova/věty

### Srovnávání s dalšími uživateli v lize nebo turnaji
Duolingo nabízí možnost sledovat pokroky uživatelů, kteří mu jsou týdně přiřazování do společně soutěžící skupiny. Po týdnu část uživatelů s nejvyšším počtem získaných bodů postoupí do vyšší „ligy“, naopak nejméně úspěšní sestoupí. Nejvyšším stupněm, kam je možno postoupit je desátá, „diamantová liga“. Ale potom následuje diamantový turnaj, který je rozdělen na tři část: diamantový turnaj, semifinále, finále. Hraje se s patnácti hráči v turnaji. Třetina sestoupí, ostatní postupují/vyhrají dále/(diamantový) turnaj. Po vítězství se zobrazí souhrn.
Názvy „lig“, do kterých mohou uživatelé postoupit jsou následující:
1. Bronzová
2. Stříbrná
3. Zlatá
4. Safírová
5. Rubínová
6. Smaragdová
7. Ametystová
8. Perlová
9. Obsidiánová
10. Diamantová

### Denní řada
- Systém motivuje uživatele, aby každý den dělal aspoň 1 cvičení.
- Týden bez vynechaného procvičování se nazývá „dokonalý týden“.
- Když má uživatel na Duolingu přátele, může s nimi vést týmovou řadu.
- Pokud uživatel vynechá den na Duolingu, tak spotřebuje jedno zmrazení řady. Když mu dojdou, tak se mu řada vynuluje.
- Zmrazení řady lze obnovit pomocí „drahokamů“ (bodů) nebo dalšího procvičování.

## Výzkum
Zakladatel Duolinga Luis von Ahn se ve své akademické kariéře dlouho věnoval problematice „human computation“. Překlad je jedním z případů, který je podle něj nejlepší řešit kombinací strojové a lidské práce.